# Drew Mikuska
Drew Mikuska, född 12 maj 1994 i Chicago, Illinois, USA, är en amerikansk skådespelare.

## Filmografi
- 2006 – Scary Movie 4
- 2005 – The Trouble with Dee Dee
- 2004 – Spelling Bee
- 2003 – Scary Movie 3